# Cameroun
Cameroun (fransk: Cameroun; engelsk: Cameroon), officielt Republikken Cameroun (fransk: République du Cameroun; engelsk: Republic of Cameroon), er en suveræn stat i Vest- og Centralafrika.
Landet grænser mod Nigeria i vest, Tchad i nordøst, Centralafrikanske Republik i øst, Ækvatorialguinea, Gabon og Republikken Congo i syd. Camerouns kyst ligger ved Bonnybugten, som er en del af Guineabugten og Atlanterhavet. Landet kaldes "Miniafrika" pga. sine geologiske og kulturelle forskelle. Landets natur består af strande, ørkener, bjerge, regnskove og savanner. Det højeste punkt er Mount Cameroon mod sydvest, og de største byer er Douala, Yaoundé og Garoua. Over 200 forskellige etniske og sproglige grupper hører hjemme i Cameroun. Landet er kendt for sin traditionelle musik, som især er makossa og bikutsi og for sit dygtige fodboldlandshold. Engelsk og fransk er de officielle sprog. 
De første beboere i landets nuværende område var sao-civilisationen, der levede omkring Tchad-søen, og jæger- og samlerfolket baka i regnskoven mod sydøst. Portugisiske udforskere kom til området i 1400-tallet og navngav det Rio dos Camarões, hvor navnet Cameroun stammer fra. Fulani-soldater grundlagde i 1800-tallet Adamawa-emiratet mod nord, og forskellige etniske grupper mod vest og nordøst etablerede stærke høvdingesamfund og fon. Cameroun blev en tysk koloni i 1884. Efter 1. verdenskrig blev territoriet et mandatområde delt mellem franskmændene og briterne. Partiet Union des Populations du Cameroun kæmpede for landets uafhængighed, men blev forbudt i 1950'erne. Der blev ført krig mellem de franske og camerounske styrker indtil 1971. I 1960 blev Fransk Cameroun selvstændigt som Republikken Cameroun under præsident Ahmadou Ahidjo. Den sydlige del af Britisk Cameroun sluttede sig til det selvstændige land i 1961 og skabte dermed Den Føderale Republik Cameroun. Landet fik navnet Den Forenede Republik Cameroun i 1972 og Republikken Cameroun i 1984. 
Sammenlignet med andre afrikanske lande er Cameroun politisk og socialt stabilt. Dette har muliggjor landbrugs-, vej- og jernbaneudvikling og en stor råolie- og tømmerindustri. Alligevel lever mange camerounere i fattigdom som landmænd. Magten ligger i hænderne på præsidenten, Paul Biya, og hans parti Cameroon People's Democratic Movement, og korruption er udbredt i landet. Den engelsktalende befolkning er vokset og vil ikke styres af regeringen. Områdets politikere går ind for større decentralisering og ønsker uafhængighed til de tidligere britisk styrede territorier. 

## Geografi og klima
Med et areal på 475.440 km² er Cameroun det 53. største land i verden. Landet er på størrelse med Papua Ny Guinea og er noget større end Californien. Landet ligger ved Bonnybugten, som er en del af Guineabugten og Atlanterhavet. Turistbøger om Cameroun beskriver landet som "mini-Afrika" pga. de forskellige klimaer og vegetationen på kontinentet: kysten, ørkenen, bjergene, regnskovene og savannen. Landet grænser til Nigeria mod vest, Tchad mod nordøst, Centralafrikanske Republik mod øst, Ækvatorialguinea, Gabon og Republikken Congo mod syd. 
Cameroun er inddelt i fem store geografiske zoner, som adskilles af det dominerende landskab, klima og vegetation. Kystsletten går 15 til 150 kilometer ind i landet fra Guineabugten og har en gennemsnitlig højde på 90 meter. Dette bælte er yderst hedt og fugtigt og har en kort tørkeperiode, har en stor skovandel og nogle af jordens vådeste steder. Det sydcamerounske plateau går fra at ligge ved kystsletten til at have en gennemsnitlig højde på 650 meter. De regnskove, der ligger ved Ækvator, dominerer denne region, selv om dens skiften mellem våd- og tørsæsoner gør den mindre fugtig end kystområdet.
En ualmindelig kæde af bjerge, bakker og plateauer går næsten fra Mount Cameroon ved kysten – Camerouns højeste punkt med 4.095 m, til Tchad-søen, der ligger ved Camerouns nordlige spids. Denne region har et mildt klima, især på det vestlige højplateau, selv om nedbøren er høj. Dens jord er blandt Camerouns mest frugtbare, især omkring den vulkanske Mount Cameroon. Vulkanerne her har skabt kratersøer. 21. august 1986 spredte en af disse, Nyos-søen, kuldioxid ud og dræbte mellem 1.700 og 2.000 folk.
Det sydlige plateau stiger op til det nordlige, græssede, ujævne Adamawa-plateau. Dette landskab går fra bjergområdet mod vest og skaber en mur mellem landets nordlige og sydlige område. Dens gennemsnitlige højde er 1.100 meter, og dens temperatur skifter fra 22 til 25 °C og har et højt nedbør. Den nordlige lavlandsregion går fra Adamawas kant til Tchad-søen og har en gennemsnitlig højde på 300-350 meter. Områdets karakteristiske vegetation er savannekrat og græs. Dette er en tør region med lidt nedbør og høje mediantemperaturer.
Cameroun har fire afvandingsmønstre. Mod syd er de vigtigste floder Ntem, Nyong, Sanaga og Wouri. Disse flyder mod sydvest, direkte mod Guineabugten. Dja og Kadéï løber  mod sydøst, ud i Congofloden. I Nordcameroun løber Benue mod nord og vest og afvandes i Niger-floden. Logonefloden flyder mod nord, ind i Tchad-søen, som Cameroun deler med tre nabolande.

## Demografi
Vurderinger fra 2005 viser, at Cameroun har 17.795.000 indbyggere. Denne befolkning er ung; 41,2% er under 15 år, og 96,7% er under 65 år. Fødselsraten er vurderet til at være 33,89 fødsler pr. 1.000 personer, dødsraten er på 13,47. Den forventede levealder er 51,16 år (50,98 for mænd og 51,34 år for kvinder).
Camerouns befolkning er næsten jævnt fordelt på landet og byerne. Befolkningstætheden er højest i de store bycentrummer, de vestlige højlande og i de nordøstlige områder. Douala, Yaoundé, og Garoua er de største byer. Derimod er Adamawa-plateauet, den sydøstlige Bénoué-depression og det sydcamerounske plateau tyndt befolket. Folket fra de overbefolkede vestlige højlande og det underudviklede område mod nord flytter til kyst- og byområderne for at få arbejde. Mindre flytninger sker, når arbejdere søger job på savværker og på plantager mod syd og øst. Selv om den nationale kønsfordeling er ret jævn, er disse migranter primært mænd, som skaber ubalance i fordelingerne i visse områder.
Både monogamiske og polygamiske ægteskab findes, og den gennemsnitlige camerounske familie er stor og bliver med tiden større. Mod nord går kvinderne derhjemme, og mændene passer kalve og arbejder som landmænd. Mod syd dyrker kvinderne familiens afgrøder, og mændene skaffer kød og dyrker salgsafgrøder. Det camerounske samfund er mandsdomineret, og vold og diskrimination mod kvinder er normalt. I begyndelsen af puberteten udsættes 26% af pigerne for bryststrygning, som indebærer, at brysterne bankes og mases med opvarmede objekter for at beskytte dem mod udvikling. Målet er at beskytte pigerne fra at blive seksuelt aktive og beskytte dem mod seksuelt misbrug. Kvindelig omskæring sker i dele af Extrême Nord- og Sud-Ouest-provinsen.

### Etnisk inddeling
Vurderinger viser, at der findes mellem 230-282 forskellige etniske og sproglige grupper i Cameroun. Adamawa-plateauet deler for det meste disse i en nordlig og sydlig del. De nordlige grupper er sudanesiske grupper, som lever i de centrale højlande og de nordlige lavlande og fulaer, som lever i hele Nordcameroun. Få shuwa-arabere lever nær Tchad-søen. Sydcameroun er beboet af Bantu- og semi-bantu-talende. De Bantu-talende grupper opholder sig ved kystområder og Ækvator, mens semi-bantu-talende lever på de vestlige græsmarker. 5.000 pygmæer vandrer omkring de sydøstlige og kystlige regnskove eller lever i små boliger. Nigerianere, især igbo-folk, udgør den største gruppe af fremmede. I 2007 modtog Cameroun omkring 97.400 flygtninge og asylsøgere. Af disse var 49.300 fra Den Centralafrikanske Republik (mange som er flygtet mod vest pga. krig). 41.600 fra Tchad og 2.900 fra Nigeria. Antallet af kidnapninger af camerounske indbyggere, begået af centralafrikanske banditter, er steget siden 2005.

### Religion
Cameroun har meget religionsfrihed og variation. Folkene mod nord er hovedsageligt muslimer, selv om nogle af de etniske grupper er animister og kaldes Kirdi ("pagan") af fulaerne. Det amerikanske udenrigsministerium har påvist, at nogle muslimer diskriminerer kristne og de traditionelt troende mod nord. De sydlige etniske grupper er hovedsageligt kristne eller animister eller blander de to religioner sammen. Mange folk tror på hekseri, og regeringen forbyder det. Folk, der mistænkes for hekseri, er ofte mål for mobning eller vold.

### Sprog
De europæiske sprog, som europæerne bragte med sig i kolonitiden, har skabt en sproglig adskillelse mellem befolkningens engelsktalende, som lever i Nord-Ouest- og Sud-Ouest-provinsen og de fransktalende i landet. Både engelsk og fransk er officielle sprog. Cameroonian Pidgin English er det mest almindelige lingua franca, især i de tidligere britiskstyrede territorier. En blanding af engelsk, fransk og pidgin, kaldet camfranglais, er blevet populær i bycentrummer siden midten af 1970'erne. Civilbefolkningen spiller en stor rolle vedrørende Camerouns økonomi. Et eksempel er Youth Employment Fund, en non-profit, ikke-statslig organisation, som hjælper regeringen med at finde arbejde til unge.

## Historie
Området i det nuværende Cameroun blev beboet første gang i den yngre stenalder. De folk som har været bosat længst tid i området er pygmægrupper som baka. Sao-kulturen opstod omkring Tchad-søen cirka 500 e.Kr. og banede vejen for Kanem-riget og dets efterfølger Kanem-Bornu. Kongeriger, fon og høvdingesamfund opstod i landets vestlige del. 
Portugisiske søfolk kom til området i 1472. De opdagede store mængder af rejer i floden Wouri og gav området navnet: Rio dos Camarões, hvor navnet Cameroun stammer fra. I løbet af de følgende århudreder handlede europæerne med de indfødte på kysten, og nu kom kristne missionærer til området. I begyndelsen af 1800-tallet ledte Modibo Adama en hær af Fula-soldater mod ikke-muslimer og visse muslimer og etablerede Adamawa-emiratet. De ankommende folk, som flygtede fra fula-folket, skabte en stor omfordeling af befolkningen.
Det Tyske kejserrige erklærede territoriet for en koloni i 1884 og begyndte at indtage landet. De iværksatte projekter, som skulle forbedre koloniens infrastruktur, og hvis arbejdskraft hovedsageligt var tvangsarbejdere. Ved Tysklands nederlag i 1. verdenskrig, blev Cameroun et mandatområde og blev inddelt i Fransk Cameroun (Østcameroun) og Britisk Cameroun (Vestcameroun) i 1919. Frankrig blandede Camerouns økonomi med deres egen, og forbedrede infrastrukturen med kapitalinvesteringer, uddannede folk og fortsat tvangsarbejde. Briterne styrede deres område fra nabolandet Nigeria. De indfødte mente, at dette gjorde dem til en forsømt koloni. Nigerianske migrantarbejdere tog til Sydcameroun og gjorde op med tvangsarbejdet, hvilket gjorde de indfødte vrede. Mandatområdet blev omdannet til et formynderskabsområde i 1946, og ønsket om uafhængighed blev et stort emne i Fransk Cameroun. Frankrig forbød det mest radikale politiske parti, Union des Populations du Cameroun (UPC), den 13. juli 1955. Dette satte en stor guerillakrig i gang og partiets leder, Ruben Um Nyobé, blev dræbt. I Britisk Cameroun var spørgsmålet enten at slå sig sammen med Fransk Cameroun eller Nigeria. 
1. januar 1960 fik Fransk Cameroun sin uafhængighed fra Frankrig under præsident Ahmadou Ahidjo, og 1. oktober 1961, forenede det tidligere britisk-styrede Sydcameroun sig med sin nabo, hvilket blev til Den Føderale Republik Cameroun. Ahidjo benyttede den kørende krig med UPC og frygten for, at en etnisk konflikt skulle bryde ud, til at samle styrke under sin præsidentperiode og fortsatte med dette efter, at UPC blev undertrykt i 1971. Hans politiske parti Cameroon National Union (CNU) blev det eneste tilladte parti 1. september 1966, og i 1972 blev regeringens føderale system afskaffet som en del af landet Den Forenede Republik Cameroun, som blev regeret fra byen Yaoundé. Ahidjo styrede landets økonomiske politik med planlagt liberalisme og brugte pengene på afgrøder og råolieudnyttelse. Regeringen brugte oliepengene til at spare landets penge op, betale landmænd og løse finansproblemer med udviklingsprojekter, selv om mange af disse initivativer mislykkedes, da Ahidjo udpegede uegnede partnere til at køre dem.
Ahidjo gik af som præsident 4. november 1982 og overlod magten til Paul Biya. Alligevel styrede Ahidjo CNU og forsøgte at styre landet, indtil Biya og hans allierede pressede ham til at træde tilbage. Biya begyndte sin administration ved at skifte retning til en mere demokratisk regering, men et mislykket statskup tvang ham til at følge sin forgængers lederskabsstil. En økonomisk krise varede i midten af 1980'erne til sent i 1990'erne som resultat af internationale økonomiske forhold, tørke, faldende råoliepriser og år med korruption, dårlig ledelse og kompagniskab. Cameroun valgte at modtage ulandsbistand, brugte færre penge på ledelsen og privatiserede industrier. Da flerpartisystemet blev indført i december 1990, ønskede de engelsktalende grupper mere magt og ønskede at samarbejde med folk, der kunne kæmpe for Ambazonias uafhængighed. I februar 2008 oplevede Cameroun sit værste voldstilfælde i 15 år, da et transportsammenstød i Douala endte med voldsprotester i 31 kommunale områder.

## Politik
Camerouns præsident har bred, enerådig magt og kan lave love, adminstrere regeringsbureauer, kommandere med de væbnede styrker, forhandle og stadfæste traktater og erklære undtagelsestilstand. Præsidenten udpeger alle regeringsembedsmænd, lige fra premierministeren (som anses for at være regeringschef) til provinsguvernører, inddelingsofficerer og byrådsmedlemmer i de store byer. Præsidenten vælges ved et direkte valg hvert syvende år. I de mindre kommuner vælges borgmestre og rådsforsamlere af folket. Korruption er almindelig i alle regeringsembeder. I 1997 oprettede Cameroun anti-korruptionsbureauer i 29 ministerier, men kun 25% af dem kom til at fungere, og i 2007 placerede Transparency International Cameroun som nr. 138 på en korruptionsliste over 163 lande. 18. januar 2006 startede Biya en anti-korruptionskampagne under ledelse af National Anti-Corruption Observatory.
Camerouns love ligner meget de franske love, men landet har også sat sit eget præg på lovene. Selv om domstolene er uafhængige, ligger de i hænderne på justitsministeriet. Præsidenten udpeger alle domstolsembeder. Domstolene er officielt inddelt i domstole, appeldomstol og højesteret. Nationalforsamlingen bestemmer hvilke personer, der skal være blandt de 9 medlemmer af High Court of Justice, som dømmer de mest magtfulde medlemmer i regeringen, der anklages for højforræderi eller for at skade den nationale sikkerhed. 
Politiet og militæret beskyldes af menneskerettighedsorganisationer for at mishandle og torturere mistænkte kriminelle, etniske mindretal, homoseksuelle og politiske aktivister. Fængslerne er overfyldte og har mangel på mad og lægefaciliteter, og i de nordlige fængsler beskyldes lederne for at tilbageholde politiske modstandere under påskud af, at det sker regeringens bud. Et stigende antal af politifolk og gendarmer er i 2000'erne blevet anklaget for dårlig ledelse.
Nationalforsamlingen beslutter lovene. Forsamlingen har 180 medlemmer, som vælges ind for perioder på 4 år og mødes tre gange om årligt. Lovene vedtages ved flertalsafgørelser. Forsamlingen har kun sjældent ændret i eller blokeret for love, som blev foreslået af præsidenten. Ifølge forfatningen fra 1996 man et todelt parlamentarisk system, der ud over nationalforsamlingen også omfatter et senat med 100 pladser, men denne forsamling er aldrig trådt i kraft. Regeringen anerkender de traditionelle høvdinges magt. Fon og lamido kan regere lokalt og løse konflikter, så længe deres styre ikke strider mod den nationale lovgivning.
Præsident Paul Biyas Cameroon People's Democratic Movement (CPDM) var det eneste tilladte politiske parti indtil december 1990. Adskillige etniske og regionale politiske grupper er blevet dannet siden. Den primære opposition kommer fra Social Democratic Front (SDF), hvis vælgere især bor i landets engelsktalende region, og som ledes af John Fru Ndi.
Biya og hans parti har bevaret magten over landet og nationalforsamlingen ved de landsdækkende valg, men rivalerne mener, at disse har været uretfærdige. Menneskerettighedsorganisationer hævder, at regeringen undertrykker oppositionsgruppers frihed ved at forhindre dem i at demonstrere og holde møder og ved at arrestere oppositionsledere og journalister. Freedom House rangerer Cameroun som "ikke fri" i forhold til politiske rettigheder og civil frihed. Det seneste parlamentsvalg blev afholdt 22. juli 2007.
Cameroun er medlem af Commonwealth of Nations og La Francophonie. Landets udenrigspolitik følger Frankrigs, som er landets hovedallierede. Landets forsvar er stærkt afhængigt af fransk støtte, selv om forsvarsbudgettet er stort sammenlignet med budgetterne for andre sektorer i staten. Biya har været i konflikt med Nigerias regering, om hvem der ejer Bakassi-halvøen, og med Gabons præsident Omar Bongo i en personlig rivalisering. Den større trussel mod den nationale sikkerhed er dog borgerkrig, da der stadig findes spændte forhold mellem kristne og muslimer og mellem de engelsktalende og de fransktalende.

### Administrativ inddeling
Ifølge forfatningen har Cameroun i 10 halvstyrende regioner, som hver vælges af et valgt regionsråd. I praksis følger Cameroun stadig dette system, som gjaldt inden den nye forfatning kom til i 1996. Landet er inddelt i 10 regioner, som hver styres af en guvernør, der udpeges af præsidenten. Disse ledere har til ansvar at følge præsidentens vilje, reportere om regionens generelle tilstand, administrere forvaltningen, opretholde den almene orden og overvåge lederne af de mindre adminstrative enheder. Guvernørerne har meget magt; de kan lave propaganda i deres område og indkalde hæren, gendarmer og politiet. Provinserne er inddelt i 58 departementer (fransk: départements). Disse styres af prefekter (fransk: prefets), der også udpeges af præsidenten, som udfører guvernørens pligter i mindre grad. Departementerne er endvidere inddelt i arrondissementer (fransk: arrondissements), som styres af assisterende prefekter (fransk: sous-prefets). Distrikterne, som administreres af distriktschefer (fransk: chefs de destrict), er de mindste administrative enheder. Disse findes i store underinddelinger og i regioner, som er svære at nå til. 
De tre nordligste regioner er Extrême Nord, Nord og Adamaoua. Lige syd for dem er Centre og Est. Sud ligger på Guineabrugten og den sydlige grænse. Camerouns vestlige region er inddelt i fire mindre provinser: Littoral- og Sud-Ouest-provinserne ligger ved kysten, og Nord-Ouest- og Ouest-provinserne ligger på de vestlige græsmarker. Nord-Ouest og Sud-Ouest lå engang i Britisk Cameroun; de andre provinser lå i Fransk Cameroun.

## Uddannelse og sundhed
De fleste børn kan gå i gratis, statsejede skoler eller statstilskudsgivne, private og religiøse faciliteter. Uddannelsessystemet er en blanding af det britiske og franske uddannelsessystem, og de fleste skoleinstruktioner gives på engelsk eller fransk. Cameroun ligger blandt de højeste i Afrika, når det kommer til antallet af skoleelever. Der går færre piger i skole end drenge pga. familiens kultur, huspligter, tidligt ægteskab og graviditet og seksuel chikane. Selv om antallet af skoleelever er højere mod syd, er der ikke nok lærere til hverken dem eller de nordlige skoler. De fleste lærere underviser på de sydlige skoler, hvilket gør de nordlige skoler endnu mere underbemandede.
Cameroun har seks statsejede universiteter. Mere end 60.000 studenter skrev sig på til skoleåret 1998-1999. Skolerne styres af et råd bestående af dekaner, skoleinspektører og repræsentanter fra statsministeriet under ledelse af en vicekansler. Statstilskuddet til universiteterne er lav, og studentregistreringerne udgør op til 25% af budgettet til de højere uddannelser. Dog har studenterne gjort hvad de kunne for at betale disse siden, ordningen startede i 1993. Universiteterne har nægtet at modtage flere elever for at kunne få større indtægter fra studentbetalingerne. Antallet af studenter på universiteterne har oversteget de 5.000, de var bygget til at uddanne. Nedskæringerne i fakultetslønningerne i 1993 har også gjort det svært at finde og beholde ordentligt personale.
Siden 1990 er der blevet private institutioner i fem provinser. Disse skoler skal betale det, som er fem til ti gange det, der opkræves af statsskolerne. Dog giver de korte, professionelle træningsprogrammer i fag som regnskab, handling, journalisme og internetteknologi, så de er populære blandt studenterne. Mange af disse skoler har en lavere standard, når det kommer til infrastruktur og fakultet og er nødt til at arbejde uden tilladelse.
Sundhedshjælpens kvalitet er generelt lav. Uden for de store byer er faciliteterne ofte beskidte og er dårligt udstyret. De endemiske sygdomme er denguefeber, filariasis, sandmyggefeber, malaria, meningtis, bilharziose og sovesyge. Hiv/aids-andelen er vurderet til at være 5,4% hos de 15-49-årige, selv om en hård kamp mod sygdommen holder antallet af anmeldte sager kunstigt lavt. Den traditionelle læge er stadig et populært alternativ til den vestlige læge.

## Økonomi og infrastruktur
Camerouns indbyggerindkomst (købekraftsparitet) blev vurderet til at være 2.421 amerikanske dollar i 2005, en af de højeste i Subsahrisk Afrika. Landets store eksportspartnere er Frankrig, Italien, Sydkorea, Spanien og Storbritannien. Cameroun er medlem af Centralbanken for de centralafrikanske stater (landet er den dominerende økonomi) og Customs and Economic Union of Central Africa. Valutaen er CFA-franc. Bureaukrati, høje skatter og korruption har forhindret den private sektor i at vokse. Arbejdsløsheden blev vurderet til at være 30% i 2001, og omkring 48% af befolkningen lå under fattigdomsgrænsen i 2000. Siden 1980'erne har Cameroun kørt programmer ledet af Verdensbanken og Den Internationale Valutafond der skulle reducere fattigdom, privatisere industrier og forbedre den økonomiske vækst. Turisme er en voksende sektor og holder til i kystområderne, omkring Mount Cameroon og mod nord.
Camerouns naturresurser passer bedre til landbrug og skovbrug end til industrien. 70% af den vurderede befolkning er landmænd, og landbruget udgjorde 45,2% af bruttonationalproduktet i 2006. Landmænd driver den daglige landbrug med simple redskaber. De sælger deres overskudsproduktion, og nogle landmænd passer adskilte marker, som de bruger kommercielt. By-centrummerne er særligt afhængige af bondens landbrug for at få mad. Jorden og klimaet på kysten dækker meget af grundlaget for bananer, kakao, olie, palmer, gummi og te. I landet på det sydcamerounske plateau dyrkes kaffe, sukker og tobak. Kaffe er meget populært i de vestlige højlande og mod nord dyrkes naturafgrøder som bomuld, jordnødder og ris. Da Cameroun lægger vægt på landbrugseksport, er landet sårbart mod prisforandringer på landbrugsprodukter.
Man driver kreaturer i hele landet. Fiskerierne har 5.000 personer ansat og fanger 20.000 tons skaldyr hvert år. Buskkød, kød fra vilde dyr, er i dag en delikatesse i landets bycentrummer. Handel med buskkød har resulteret i afskovning, som truer dyrelivet i Cameroun.
Den sydlige regnskov har store mængder tømmer, som vurderes til at dække 37% af Camerouns totale landområde. Dog findes ikke særligt mange store skovområder. Skovarbejdet, som for det meste udføres af fremmede firmaer, giver regeringen 60 millioner amerikanske dollar om året, og landets lov giver ret til sikker og holdbar udvinding af tømmer. Dog er denne industri i praksis en af de mindst benyttede i Cameroun.
Fabriksindustrien udgjorde 16,1% af det vurderede bruttonationalprodukt i 2006. 
Mere end 75% af industrien ligger i Douala og Bonabéri. Cameroun har masser af mineralresurser, men disse udvindes ikke i store omfang. Råolieudvindingen er faldet siden 1985, men denne er stadig en betydningsfuld sektor, så prisfald har en stærk effekt på økonomien. Strømme og nedbør spærrer for floderne mod syd, men disse giver mulighed for hydroelektrisk udvikling og leverer meget af Camerouns energi. Floden Sanaga giver energi til landets største vandkraftsstation, som ligger i Edéa. Resten af Camerouns energi kommer fra oliedrevne varmemaskiner. Meget af landet har ikke adgang til strøm.
Det er svært at komme rundt i Cameroun. Vejene er af lav kvalitet og er udsat for det skiftende vejr, siden kun 10% af vejene er asfalterede. Vejspærring er kun til for at politi og gendarmer kan samle bestikkelse fra de rejsende. Vejrøverier har længe skadet transporten langs de østlige og vestlige grænser, og siden 2005 er problemet blevet større mod øst, da Centralafrikanske Republik er præget af uroligheder. Jernbanerne går fra Kumba mod vest til Bélabo mod øst og nord til Ngaoundéré. De internationale lufthavne ligger i Douala, Garoua, og en mindre lufthavn ligger i Yaoundé. Floden Woruis munding udgør en havn til Douala, landets vigtigste havneby. Mod nord er floden Bénoué sejlbar, afhængig af årstiden, og går fra Garoua over til Nigeria. 
Selv om pressefriheden er blevet forbedret siden starten af 2000'erne, er pressen korrupt og er nødt til at reportere om regeringens specielle interesser og politiske grupper. Aviserne censurerer rutinmæssigt for at undgå, at regeringen skal skade dem. De vigtigste radio- og tv-stationer er statsejede, og anden kommunikation som landbaserede telefoner og telegrafer er under stor statskontrol. Dog er telefonboksnetværket og antallet af internetudgivere vokset dramatisk siden starten af 2000 og har stort set ikke ændret sig.

## Kultur
| Dato         | Dansk navn                         |
| ------------ | ---------------------------------- |
| 1. januar    | Nytårsdag                          |
| 11. februar  | Nationale ungdomsdag               |
| 1. maj       | Arbejdernes internationale kampdag |
| 20. maj      | Nationaldag                        |
| 15. august   | Jomfru Maries himmelfart           |
| 1. oktober   | Foreningsdag                       |
| 25. december | Jul                                |

Hver af Camerouns etniske grupper har deres egen kultur. Det som typisk fejres er fødsler, dødsfald, såning, høst og religiøse ritualer. Syv nationale helligdage fejres årligt. De skiftende helligdage er de kristne helligdage Langfredag, påskesøndag og Kristi himmelfartsdag; og de muslimske helligdage Eid ul-Fitr, Eid ul-Adha og Mawlid.
Musik og dans er en vigtig del af de camerounske ceremonier, festivaler, sociale forsamlinger og historier. De traditionelle danse er meget koreografiske og adskiller mændene og kvinderne eller forbyder det ene af kønnet overhovedet at deltage. Meningen med dansene går fra at være ren underholdning til at være religiøst og helligt. Musikken fremføres traditionelt som levende musik. Til en typisk optræden gengiver et kor af sangere en solist. Musisk tilbehør kan være simple klap med hænderne og at stampe med fødderne, men også traditionelle instrumenter såsom klokkespil spillet af dansere, klappere, trommer og talende trommer, fløjter, horn, rasler, skrabere, strenginstrumenter og xylofoner; den nøjagtige kombination varierer efter den etniske gruppe og region. Nogle sangere synger selv hele sange og hjælpes til af et harpelignende instrument.
De populære musikstile er ambasse bey fra kysten, assiko fra bassaerne, mangambeu og tsamassi fra bamilekerne. Nigeriansk musik har haft indflydelse på de engelsktalende, camerounske kunstnere, og Prince Nico Mbargaa highlife-hit "Sweet Mother" er den bedst sælgende afrikanske sang i historien. De to mest populære musikstile er makossa og bikutsi. Makossa udviklede sig i Douala og er en blanding af folkemusik, highlife, soul og soukous. Kunstnere som Manu Dibango, Francis Bebey, Moni Bilé og Petit-Pays gjorde stilen populær i 1970'erne og 1980'erne. Bikutsi startede som krigsmusik blandt ewondo-folket. Kunstnere som Anne-Marie Nzié gjorde det populært som dansemusik i 1940'erne, og kunstnere som Mama Ohandja og Les Têtes Brulées gjorde den populær i hele verden i 1960'erne, -70'erne og -80'erne.
Maden varierer efter region, men det er normalt at spise et stort aftenmåltid i hele landet. En typisk ret laves af cocoyam, majs, maniok, hirse, bananer, kartofler, ris eller yams, som ofte presses til en dejlignende fufu (cous-cous) Dette serveres med en sovs, suppe eller gryderet lavet af bladgrøntsager, jordnødder, palmeolie eller andre ingredienser. Kød og fisk er et populært, men dyrt, tilbehør. Retterne er ofte stærk, krydret med salt, rød peberfrugt og maggi. Vand, palmevin og hirseøl er traditionelle måltidsdrikke, selv om øl, sodavand og vin er blevet populære. Sølvtøj er nemt at få fat i, men maden spises traditionelt med højre hånd. Morgenmaden består af rester eller brød og frugt med kaffe og te. Snacks er populære, især i de store byer, hvor de kan købes hos gadesælgere. 
Traditionel kunst og kunsthåndværk laves i hele landet af kommercielle, dekorative og religiøse grunde. Billedhuggeri og skulpturer er meget normale at lave. Det gode ler fra de vestlige højlande bruges til potteri og keramik. Andre typer kunst og kunsthåndværk er kurvefletning, perle-, messing- og bronzearbejde, kalabashuggeri og maleri, broderi og læderarbejde. De tradtionelle boliger laves af lokale tilgængelige materialer, og går at være midlertidige hytter, lavet af træ og blade hos nomader, til rektangulære hjem, lavet af mudder og halm hos de sydlige folk. Boliger, som er lavet af cement og tin, er ganske almindelige.
Camerounsk litteratur og film har lagt vægt på europæiske og afrikanske temaer. Koloniforfattere som Louis-Marie Pouka og Sankie Maimo blev undervist af europæiske missionærsamfund og gik ind for at assimilere den europæiske kultur for at gøre Cameroun moderne. Efter 2. verdenskrig analyserede og kritiserede forfattere som Mongo Beto og Ferdinand Oyono koloniseringen og gik imod assimilation. Kort tid efter uafhængigheden gik filmskabere som Jean-Paul Ngassa og Thérèse Sita-Bella på jagt efter lignende temaer. I 1960’erne fandt Mongo Beti og andre forfattere i postkolonialismen problemer i Afrikas udvikling og landets problem med at finde sin afrikanske identitet. I mellemtiden, i midten af 1970'erne, tog filmskabere som Jean-Pierre Dikongué Pipa og Daniel Kamwa sig af konflikter mellem det traditionelle og postkoloniale samfund. Litteratur og film i de to næste årtier fokuserede mere på rigtige camerounske temaer.
Sport findes i alle slags udgaver i landet. De traditionelle sportsgrene er kanoroning og brydning, og flere hundrede løbere deltager i et 40 km langt løb hvert år. Cameroun er et af de få afrikanske lande, som har deltaget ved et vinter-OL. Dog er sport i Cameroun domineret af fodbold. Der findes adskillige amatørfodboldklubber, der ofte er organiseret efter etnicitet eller sponsorer. Fodboldlandsholdet har gennem tiden været et af de mest succesfulde i Afrika, siden det klarede sig godt ved VM i fodbold 1990. Cameroun har vundet African Cup of Nations fire gange og guldmedalje ved Sommer-OL i 2000.